# Esta Noite Encarnarei no Teu Cadáver
Esta noite encarnarei no teu cadáver é um filme brasileiro de terror de 1967, protagonizado e dirigido por José Mojica Marins, que encarna seu famoso personagem Zé do Caixão. O filme é uma continuação de À Meia-Noite Levarei Sua Alma de 1964. Em novembro de 2015 o filme entrou na lista feita pela Associação Brasileira de Críticos de Cinema (Abraccine) dos 100 melhores filmes brasileiros de todos os tempos.

## Censura
O filme foi censurado na época, pois no filme Zé do Caixão levava vários tiros e, antes de morrer, confirmava sua descrença em Deus dizendo: "Eu não creio. Não creio", enquanto afundava nas águas sujas de um lago. Para o filme ser liberado foi exigida uma mudança no roteiro, e Zé do Caixão passou a dizer o texto imposto pelos censores "Deus… Sim… Deus é a verdade! Eu creio em tua força. Salvai-me! A cruz, cruz, padre…!"'